# Groß Schwechten
Groß Schwechten is een plaats en voormalige gemeente in de Duitse deelstaat Saksen-Anhalt, en maakt deel uit van de Landkreis Stendal. Sinds 2010 is Groß Schwechten een Ortschaft van de stad Stendal.
Tot de Ortschaft behoren ook de dorpen Neuendorf am Speck (106 inwoners, aan de Speckgraben, Speksloot) en Peulingen (113 inwoners); Groß Schwechten ligt meer dan 10 km ten noord-noordwesten van de stad Stendal vandaan. Neuendorf am Speck ligt 2 km ten zuidwesten van Groß Schwechten. Peulingen ligt 1½ km ten zuidoosten van Neuendorf am Speck. Waarschijnlijk is het aantal inwoners van Groß Schwechten, als in het kader vermeld, exclusief deze twee dorpjes.
De naam Schwechten betekent vermoedelijk: veeweide en is in dat geval etymologisch verwant met Fries sweach, welk woord in Nederlandse plaatsnamen met zwaag terug te vinden is.
De Bundesstraße 189 loopt in de vorm van een ringweg westelijk langs het dorp Groß Schwechten. Peulingen ligt 3 km ten zuiden van Groß Schwechten, aan het eind van een bij de B 189 beginnend, doodlopend weggetje. Groß Schwechten is met de stad Stendal per school- en belbus verbonden.
Alle drie de plaatsjes zijn van oorsprong boerendorpen, maar Groß Schwechten heeft ook enkele winkels, en er staan verscheidene huizen van woonforensen met een baan in Stendal of een andere grotere plaats in de omgeving.

## Afbeeldingen

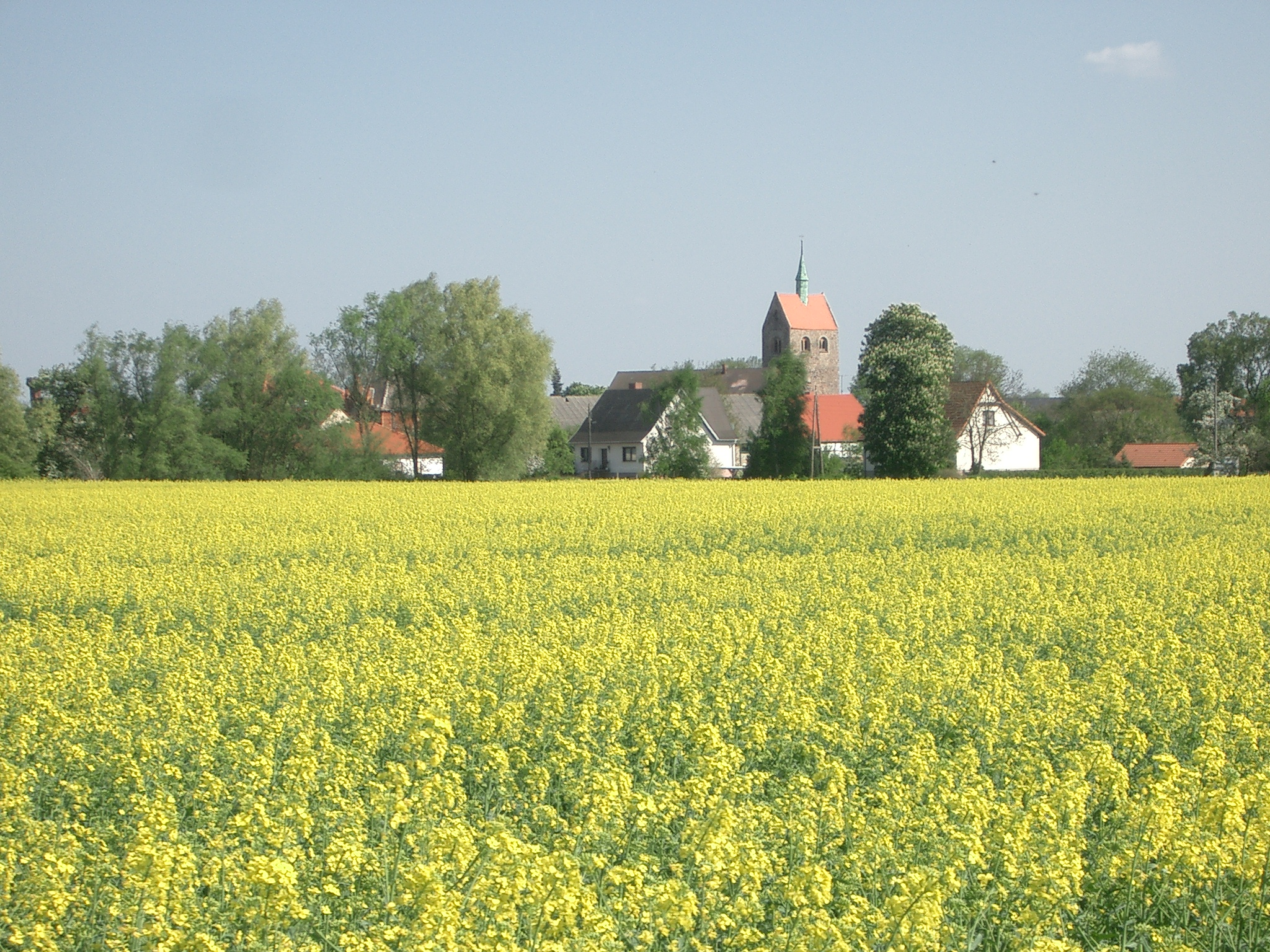
Gezicht op Groß Schwechten
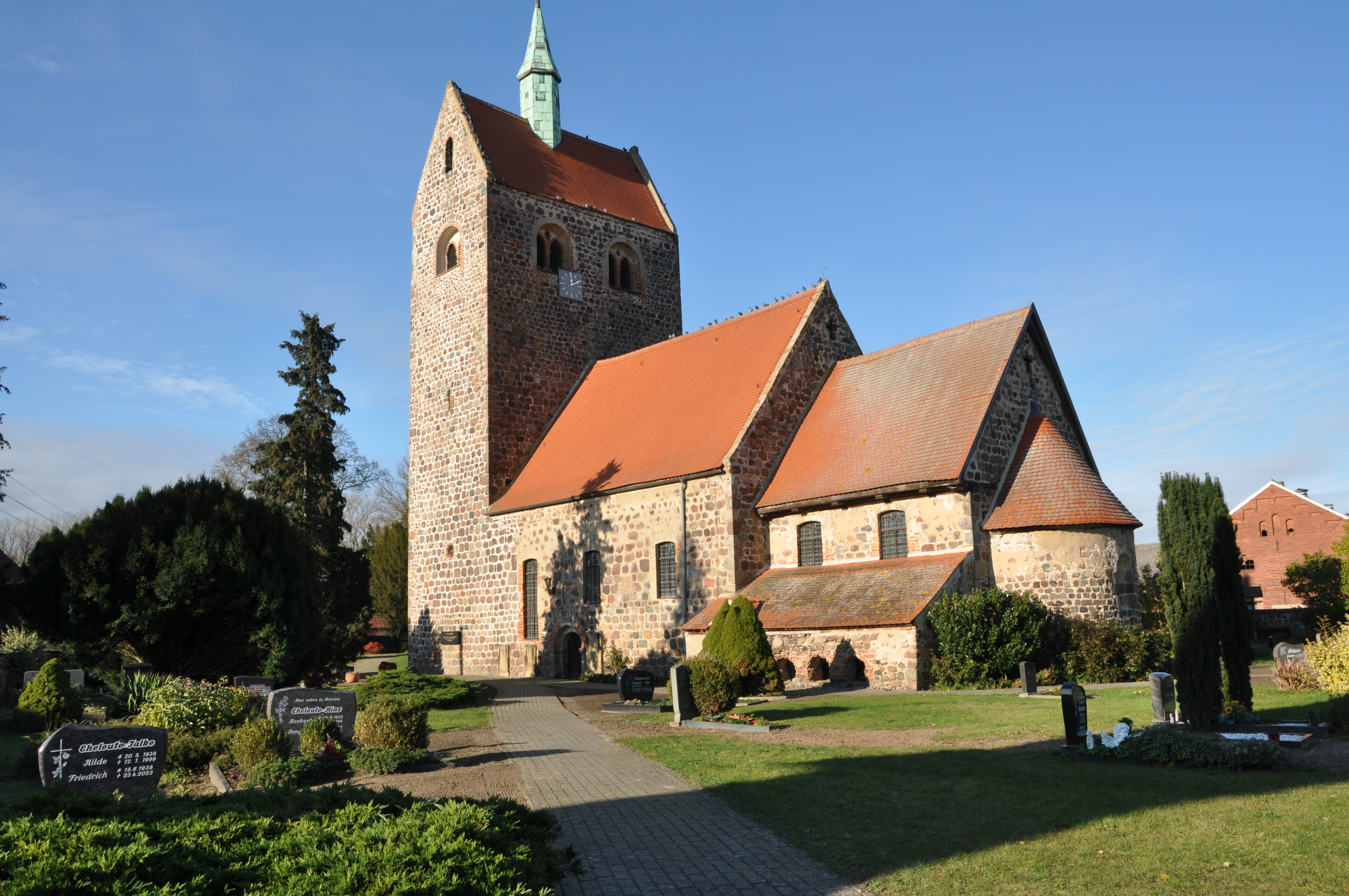
Dorpskerk te Groß Schwechten
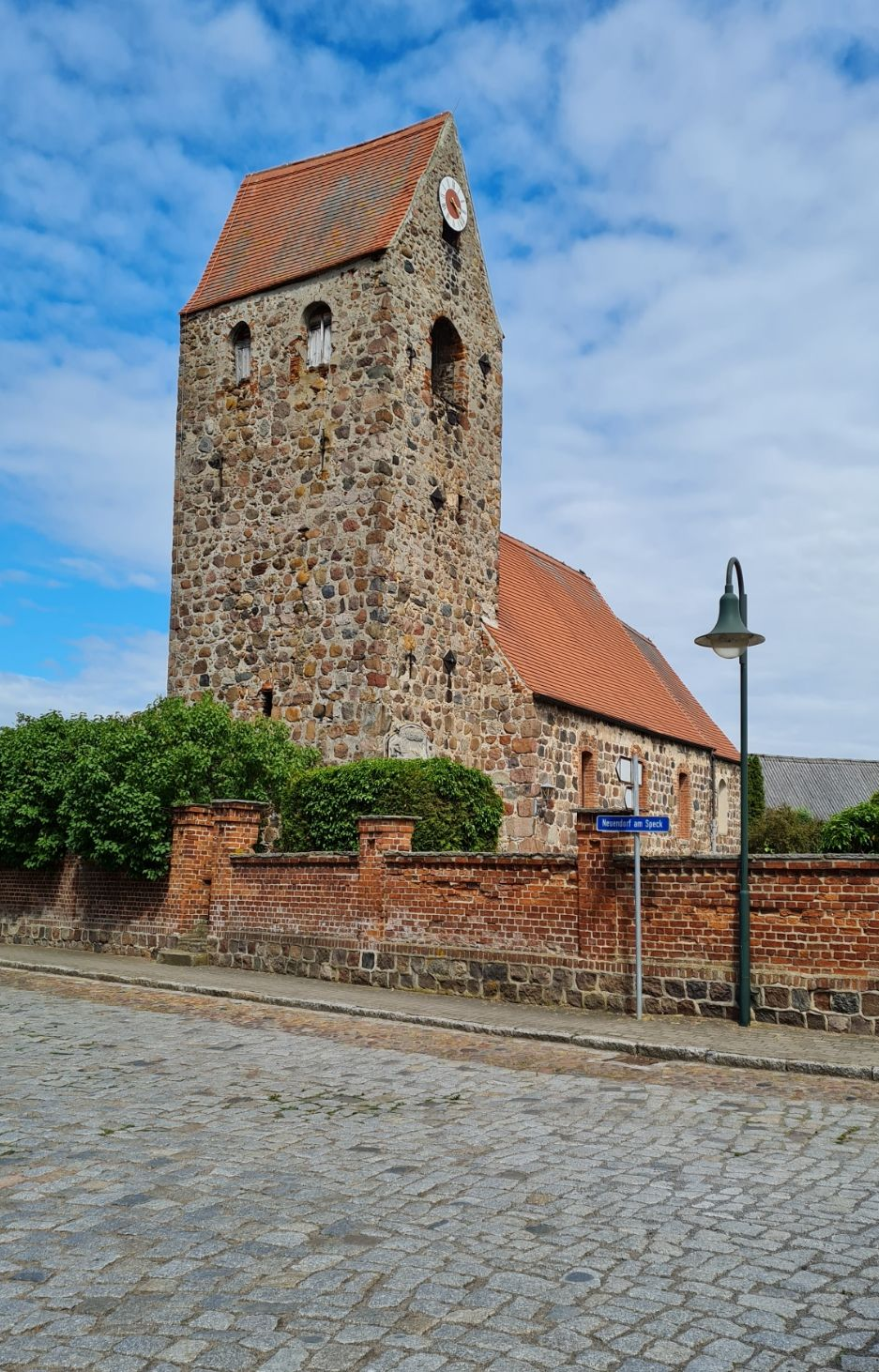
Dorpskerk te Neuendorf am Speck
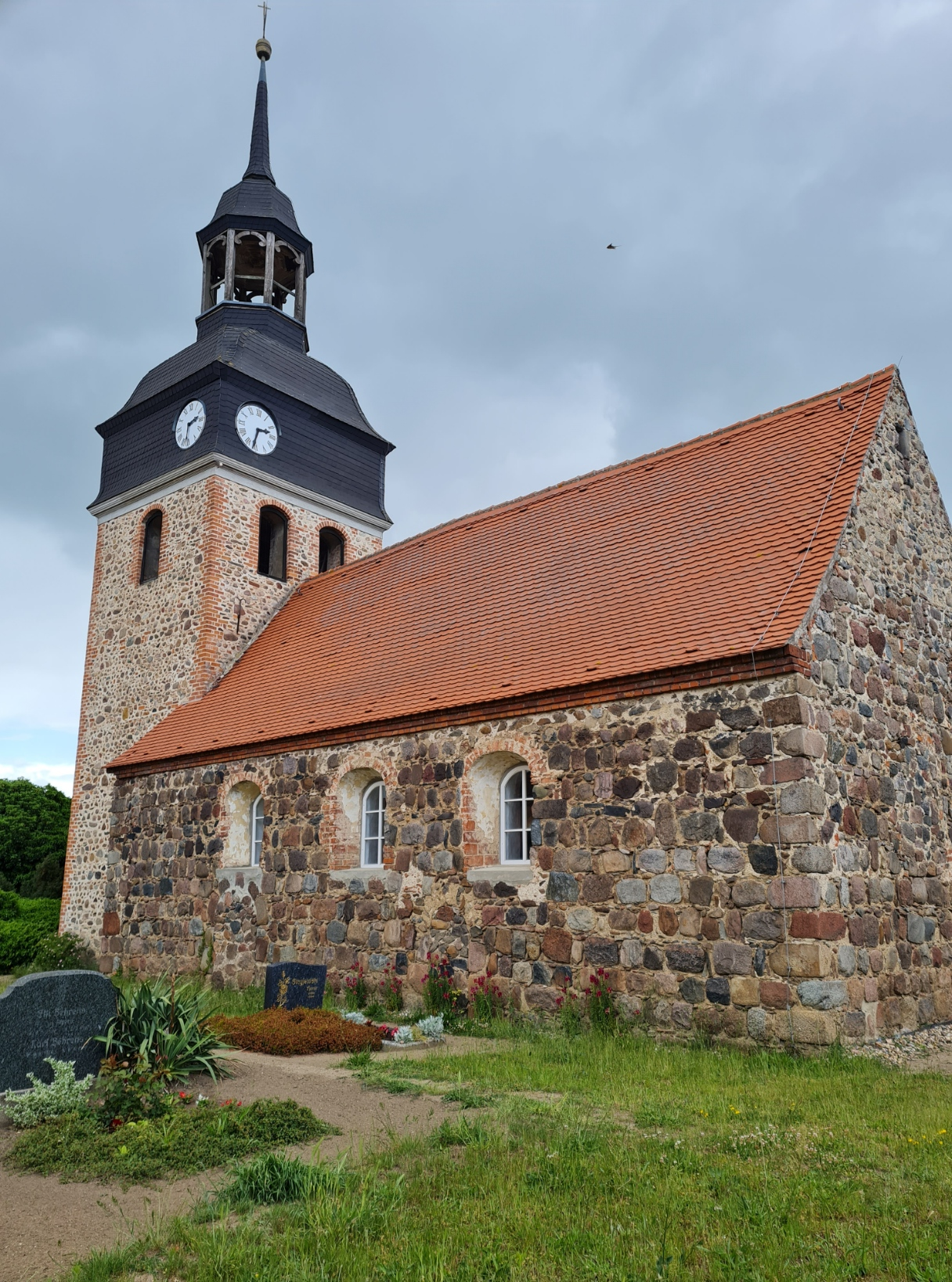
Dorpskerk te Peulingen
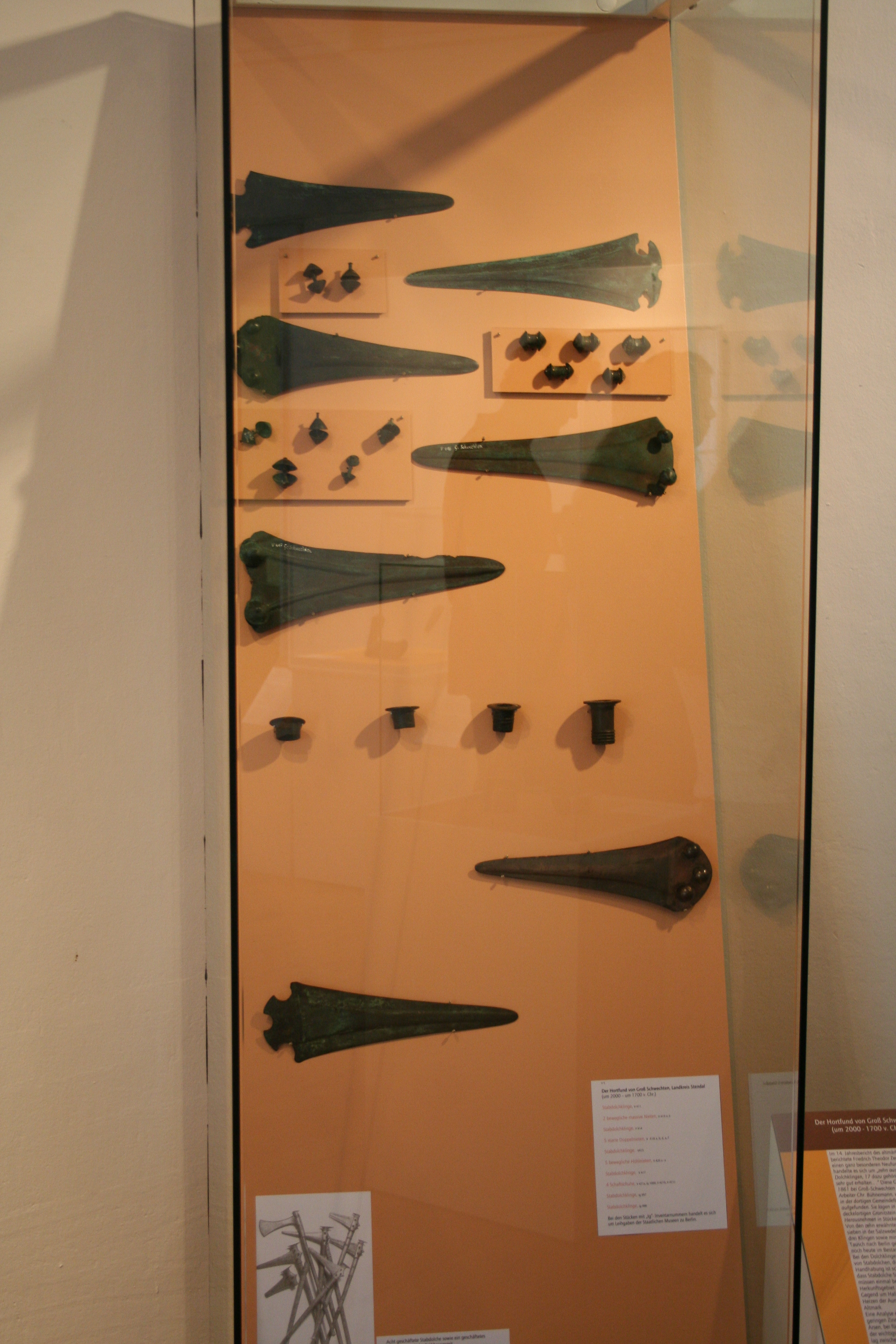
Bronzen voorwerpen, gevonden te Groß Schwechten

De evangelisch-lutherse dorpskerk van Groß Schwechten, in romaanse stijl, dateert uit de 12e eeuw. Jaarringenonderzoek wees uit, dat in de kerk balken zijn verwerkt van in 1136 gevelde eikenbomen. De kerkjes van Neuendorf am Speck en Peulingen zijn ook ongeveer zo oud.
In 1861 werden bij Groß Schwechten in een (verloren gegane) aarden pot enige bronzen stafdolken en andere voorwerpen van dragers van de Úněticecultuur gevonden. Het brons heeft een arseengehalte  van 3,37%, wat wijst op een relatief vroege periode van winning. De voorwerpen dateren van 2000 tot 1700 v. Chr. en behoren tot de collecties van het Museum für Vor- und Frühgeschichte te Berlijn en het Johann-Friedrich-Danneil-Museum in Salzwedel. 

## DeKrepe
Drie kilometer ten zuidoosten van Groß Schwechten ligt tussen de weilanden een 3 meter hoog, met bomen begroeid heuveltje met een diameter van 60 meter, dat de Krepe wordt genoemd. In de middeleeuwen heeft hier waarschijnlijk een stenen mottekasteel gestaan. Langs de oostkant van de heuvel, die ook wel Roversburg wordt genoemd, stroomt het riviertje de Uchte. Het kasteeltje hier werd, blijkens archeologisch onderzoek in 2015, kort vóór 1200 gebouwd en na enige tientallen jaren te zijn gebruikt, opgegeven of verwoest. 
Over de Krepe worden allerlei volksverhalen verteld. Zo zou het een oude gerechtsplaats zijn geweest.
De bekendste van de sagen over de Krepe dateert uit de 19e eeuw en luidt ongeveer als volgt:
De Krepe was ooit een belangrijke burcht in de Mark Brandenburg. Tijdens een lokaal oorlogje werd die verwoest. Onder de ruïnes van het kasteel was het hoofdkwartier van een bende rovers. Dezen overvielen passerende kooplieden en wandelaars. Diep in de burchtheuvel hadden de rovers een gouden schatkist, die de vorm had van een wieg. Eens overvielen de rovers een boerenmeisje. Ze ontvoerden haar en dwongen haar in de burcht voor hen het huishoudelijke werk te doen. Zij werd streng bewaakt. Op een middag echter waren alle rovers in diepe slaap gevallen. Het meisje wist te ontsnappen en vluchtte naar haar ouderlijke boerderij te Eichstedt. De rovers achtervolgden haar, vielen haar ook aan, maar wisten alleen met een zwaard haar blonde vlecht af te hakken. Nadat het meisje alarm had geslagen, werden de rovers opgejaagd, gevangen genomen en ter dood gebracht. De gouden wieg werd echter nooit teruggevonden.
De gouden wieg is bewaard gebleven als afbeelding in het dorpswapen van Groß Schwechten.